# Musikfestspelen Korsholm
Musikfestspelen Korsholm är en kammarmusikfestival, som ordnats varje sommar sedan 1983. Två av de starkaste upphovskrafterna var Olav Englund och Seppo Kimanen. Festivalen ordnas sommartid under en tidsperiod på åtta dagar och har ett utbud på ca 30 konserter runtom i Österbotten. De flesta av konserterna ges i Vasa och Korsholm.
Artisterna som uppträder är finländska kammarmusiker blandat med musiker från hela världen. Bland enskilda artister kan nämnas Mischa Maisky, Dmitrij Sitkovetskij, Martin Fröst och Severi Pyysalo. Ensembler som uppträtt är bland andra New American Chamber Orchestra, Janáček-kvartetten och Artende-kvartetten. Ett flertal kompositörer har fått sina uruppföranden under festspelen; Erik Bergman, Matthew Whittall, Toshi Ichiyanagi och Uljas Pulkkis. Konstnärlig ledare för Musikfestspelen Korsholm år 2015 är pianisten Henri Sigfridsson. Verksamhetsledare sedan år 2009 är Monica Johnson.

## Artister 2015
Musikfestspelen Korsholm 2015 ordnas 29.7-6.8 med temat "Den nya världen". Gästkompositör är amerikanske Matthew Whittall. Bland andra Rastrelli Cello Quartet, Schumann-kvartetten, Denis Goldfeld, Angelika Klas och Christian Wetzel uppträder.

## Tidigare konstnärliga ledare
- 2013 - Henri Sigfridsson
- 2003, 2008, 2010-2012: Marko Ylönen
- 2007, 2009 Dima Slobodeniouk
- 2004-2006 John Storgårds
- 1994-2001 Frans Helmerson
- 1984-1993, 2002 Dmitry Sitkovetsky
- 1983 Seppo Kimanen